# Bobby Jones (baloncestista de 1984)
Bobby Ray Jones, Jr. (Compton, California, 9 de enero de 1984) es un exjugador de baloncesto estadounidense. Mide 2,01 metros, y jugaba en la posición de alero. Tiene el récord de haber jugado para cinco equipos diferentes de la NBA durante la temporada 2007-08.

## Trayectoria deportiva

### Universidad
Jugó durante 4 temporadas con los Huskies de la Universidad de Washington, siendo su temporada como júnior la más destacada, al acabar promediando 11,2 puntos y 5,6 rebotes por partido.

### Profesional

#### NBA
Fue elegido en el puesto 37 de la segunda ronda del Draft de la NBA de 2006 por Minnesota Timberwolves, quienes automáticamente traspasaron sus derechos a Philadelphia 76ers a cambio de una segunda ronda del draft del 2007 y dinero. Tras una temporada en la cual jugó muy pocos minutos -promediando 2,5 puntos y 1,3 rebotes- y estuvo asignado a los Fort Worth Flyers de la NBA Development League, el 10 de septiembre de 2007 es traspasado junto a Steven Hunter a Denver Nuggets a cambio de Reggie Evans y los derechos del draft de Ricky Sánchez.
En enero de 2008 firmó un contrato de diez días con Memphis Grizzlies. A finales de febrero, firmó con Houston Rockets idéntico contrato. El 12 de marzo hizo lo propio con Miami Heat. Posteriormente jugó hasta final de la temporada en los Nuggets.
El 28 de julio de 2008 fue traspasado a New York Knicks junto a Taurean Green y una elección de segunda ronda de draft de 2010 a cambio de Renaldo Balkman, aunque al día siguiente fue cortado. En consecuencia Jones retornó a la NBA Development League como ficha del Sioux Falls Skyforce, equipo con el que ya había estado actuando en algunos partidos durante la temporada anterior. 

#### Europa
En julio de 2009 fue fichado por el Teramo Basket en Italia, iniciando una carrera en el baloncesto profesional de ese país que duraría diez años. 
En 2013 consiguió la nacionalidad ecuatoguineana, luego de fallar a la hora de conseguir la nacionalidad dominicana. Gracias a ello dejó de ocupar ficha de jugador extranjero, amparándose en las disposiciones establecidas por los Acuerdo de Cotonú.  
Jones jugó en la B.League para los Kumamoto Volters entre septiembre y noviembre de 2019, retornado en diciembre de ese año a tierras italianas como parte de Roseto Sharks de la Serie A2.

## Selección nacional
Jones jugó con el combinado estadounidense que obtuvo la medalla de oro en el torneo de baloncesto de la Universiada de 2005.

## Estadísticas de su carrera en la NBA

### Temporada regular
| Año     | Equipo       | PJ | PT | MPP  | %TC  | %3P  | %TL  | RPP | APP | ROB | TPP | PPP |
| ------- | ------------ | -- | -- | ---- | ---- | ---- | ---- | --- | --- | --- | --- | --- |
| 2006–07 | Philadelphia | 44 | 5  | 7.6  | .462 | .111 | .561 | 1.3 | .4  | .3  | .0  | 2.5 |
| 2007–08 | Denver       | 25 | 0  | 8.9  | .406 | .391 | .821 | 1.5 | .4  | .2  | .0  | 3.4 |
| 2007–08 | Memphis      | 9  | 2  | 15.2 | .389 | .231 | .900 | 3.0 | 1.2 | .6  | .2  | 4.4 |
| 2007–08 | Houston      | 4  | 0  | 2.3  | .500 | .000 | .000 | .3  | .0  | .2  | .0  | 1.0 |
| 2007–08 | Miami        | 6  | 0  | 23.8 | .531 | .400 | .615 | 4.0 | .8  | .3  | .0  | 8.0 |
| 2007–08 | San Antonio  | 3  | 0  | 6.7  | .250 | .000 | .000 | .7  | .3  | .7  | .0  | .7  |
| Total   | Total        | 91 | 7  | 9.5  | .442 | .306 | .685 | 1.6 | .5  | .3  | .0  | 3.2 |

## Documental
En su tercer año compitiendo en Italia, Jones escribió un extenso texto en su blog en el que comentaba su experiencia como jugador estadounidense fuera de su país. Invirtió dinero, dos años de trabajo y se hizo cineasta, con la segunda parte de ese texto que le sirvió como guion para crear el documental Basketball Jones: The Overseas Journey. Allí recoge el testimonio de jugadores como Josh Childress, Quinton Hosley y Trevor Mbakwe que relatan cómo es competir y vivir fuera de los Estados Unidos de América. Estrenó el documental en su alma mater la Long Beach Polytechnic High School en Los Ángeles, en Roma, y en Seattle en julio de 2015.